# Sanciau
Se denomina sanciau en Berry y en Bourbonnais a una especie de panqueque. A los sanciaus también se los llama chanciaux Berry; y se los se encuentra en Nivernais con el nombre de sauciaux o grapiaux.
En Berry, también se denomina sanciau a una rosquilla hecha de harina, miel y aceite; se los consume durante la fiesta de Brandon. A veces el sanciau se lo presenta como una tortilla en bruto mezcla con miga de pan.
Hoy en día, por lo general es un panqueque grande, a menudo cubierto con manzanas.
El nombre de sanciau le fue dado a la Asociación de Bourbonnais París, fundada por el Coronel Aimé Laussedat en 1892. Esta asociación organizaba dos banquetes de confraternidad cada año. Hasta 1924, la Asociación no permitía socias mujeres. Entre los sucesores de Laussedat en la presidencia, se encuentran el profesor André Victor Cornil, los ministros Marcel Regnier y Lucien Lamoureux.

## Preparación
Ingredientes: 60 g de harina, 125 ml de leche, 1 huevo, 1 vasito de licor de pera, 1 pizca de sal, 20 gr de mantequilla, 2 manzanas, azúcar impalpable.
Mezclar la harina, la leche, el huevo y la sal para obtener una masa de panqueque. Lavar y pelar las manzanas, cortarlas en rodajas finas. Dorar las manzanas en una sartén con mantequilla, cuando estén doradas, verter un chorrito de licor de pera y flambear. Añadir la mezcla para panqueques y mezclar bien.
Cocer en una sartén durante unos 7 minutos a fuego lento. Poner un plato sobre la sartén y voltear la tortilla. Deslizar el lado crudo de la torta en la sartén y cocinar durante aproximadamente 3 minutos. Espolvorear con azúcar impalpable.